# かかずゆみの超輝け!大和魂!!
かかずゆみの超輝け!やまと魂!!（ - ちょうかがやけ!やまとだましい!!）は音泉・BEWEで配信されているインターネットラジオ番組。パーソナリティはかかずゆみ。略称で「大和魂」や「超大和魂」などとも呼ばれる。

## 概要

### かかずゆみの輝け!大和魂
- 2001年4月4日 AM KOBEの『四ッ谷式Cyber Project』枠（水曜日24：30 - 25：00）にて放送開始。
- 2002年1月に地上波放送終了。同年2月から無料ネットラジオとして四ッ谷式Cyber Project枠で再開。同年4月5日に有料ネットラジオとして四ッ谷式Cyber Project枠で（毎週金曜更新）で配信開始。
- 2003年8月15日で四ッ谷式Cyber Project枠での放送終了。8月22日からアニスタ.TVに移行。10月3日まで放送。

### かかずゆみの超輝け!大和魂!!
- 2003年10月10日 番組名変更に移行に伴いリニューアル。
- 2004年4月 配信先を音泉に移行
- 2005年8月 かかずの出産に伴い2ヶ月（同年9月2日(＃98)〜10月28日(＃106)）番組を休養。その間は神崎ちろと儀武ゆう子の2人で番組を行い、11月4日配信分の復帰に伴い任務完了。同年11月11日(＃108)からはかかず一人での通常進行に戻る。
- 2017年6月13日　配信回数700回を機に「大和魂！！」から「やまと魂！！」に変更

## パーソナリティ
- かかずゆみ

### ディレクター
- 斉藤K（＃?〜＃?）
- まつもっくり（＃?〜＃?）
- 田中（＃?〜＃141）
- つっつう（筒井武）

1967年6月13日生まれ。＃142（2006年7月14日）から本番組を担当。

### 配信曜日など
- 配信曜日&配信サイト：毎週火曜日・音泉（BEWEでも2006年2月10日から配信）
- スポンサー：キャラクターグッズのショッピングモールGEESTORE.COM
- 放送期間

地上波
2003年10月10日
音泉
2004年4月〜2006年8月11日（毎週金曜日）→2006年8月22日〜（毎週火曜日）

### オープニング／エンディングテーマ
地上波時代エンディング
笑顔のwiper（アキハバラ電脳組）→熱風ライオン（勇者王ガオガイガー）

## 主なコーナー

### レギュラーコーナー
OPヤマコン川柳（＃65(2005年1月14日) - ）
ししおどしの音が鳴った後にかかずがリスナーからの川柳を一句詠む。オープニングタイトルコール前に行われる。
ふつおた
普通のお便り
ずかか魂（＃134(2006年5月19日) - ）
リスナーから送られてきた文字をブース側のAD（声加工あり、＃134〜＃141まで田中、＃142からは筒井）が逆さに読み、紙に書かずに本来の言葉に脳内で直して解答するというコーナー。
他に、コーナー冒頭で「回文コーナー」と称しリスナーから送られてきた回文をツクイ（筒井）が紹介することもある。
これは、本コーナーの趣旨を勘違いしたリスナーが回文を送ってきたのを読んだことがきっかけで始まった（紹介された回文の項参照）。また、違う勘違いでアナグラム（文字を並べ替えて声優の名前を当てる）という応用編も時々紹介されている。
ブログ魂!（＃184(2007年5月15日) - ）
かかずがアップして撮った写真を元にインスピレーションでブログ（日記）をタイトル付きで書くコーナー。お題の画像は 「大和魂」の番組内容 内にて掲載されている。

### 不定期コーナー
天然さんいらっしゃーい
ゲストがいる時のみ行われるコーナー。「こんなことをやったら天然」という内容のリスナーのネタで天然度を決めるコーナー。格付けの度は基本的に下から殿堂入り→超天然→極天然→上天然→中天然→ちょい天然→普通→ちょいツッコミ→ちょい計算→つっこみ→つっこみ天然→しっかり（2006年7月現在）の順であるが、かかず独自のランク（超変天然など）をゲストに与える場合もある。殿堂入りに認定された人には佐藤ひろ美、美郷あきがいる。

### 過去にやっていたコーナー
ゆみ画伯のお絵描き道場
「新コーナーを作ろう」という緊急企画内で試作されたコーナーの1つであったが、投稿数が伸び悩んだため企画倒れと発表、＃88（6月24日配信分）に終了。
やまねっとかかず
「新しい機能」と「電化製品名」をランダムに組み合わせて新商品をプレゼン。「ジャパネットたかた」の高田社長の九州訛りを真似ていた。
なぞなぞ魂
リスナーが考えたなぞなぞにかかずが答えるコーナー。メールを送る注意事項に関しては、答えの書く位置を一番下に書いてかかずに見えないようにすることである。
かかずチャレンジ（不定期）
かかずにチャレンジしてほしい事を募集中し、失敗した場合はかかずから直筆メッセージをプレゼントされる。一時期「超!大和塾」と交互でコーナーが行われていたが、最近はほとんど行われていない。
かかずの産休中時は『ふたりチャレンジ』として神崎ちろと儀武ゆう子で対決してもらいたい事を募集していた。
超!大和塾（隔週）
毎週かかずから出される3つの単語で自由に文を組み合わせるコーナー。ひらがな・カタカナに変換して無理矢理文章に組み込んでも良い。最近は回を重ねるごとにレベルの高い台本式の会話ネタが増えた。「かかずチャレンジ」と同じく隔週コーナー。
ザ・ベスト・オブ最強魂!（＃? - ＃387(2011年5月3日)）
リスナーからの意見を元に毎月そのテーマのベストなものを決める。毎月の頭に行われ、結果を発表する。現在は一時休止中。

## ゲスト
2012年
※「★」印は「声と未来のコーナー」としてのゲスト出演及び「ずかか魂」まで登場（＃426はゲストなし）
- ＃422（1月10日） 愛河里花子・伊藤美紀
- ＃423（1月17日） 伊藤美紀 ★
- ＃424（1月24日） 愛河里花子 ★
- ＃425（1月31日） 近藤佳奈子
- ＃427（2月14日） 愛河里花子 ★
- ＃428（2月21日） 愛河里花子 ★
- ＃429（2月28日） 上原れな
- ＃430（3月6日） 野島健児
- ＃431（3月13日） 高柳千野
- ＃432（3月20日） 泰勇気
- ＃433（3月27日） 伊藤美紀 ★
- ＃435（4月10日） はりけ～んず前田

2013年
- ＃480（2月26日）・＃481（3月5日） 水田わさび
- ＃（月日）
- ＃（月日）
- ＃（月日）
- ＃（月日）
- ＃（月日）
- ＃（月日）
- ＃（月日）
- ＃（月日）
- ＃（月日）
- ＃（月日）
- ＃（月日）

2014年
- ＃524（1月7日） 三石琴乃
- ＃527（1月28日）・＃528（2月4日） 儀武ゆう子
- ＃535（3月25日） 愛河里花子
- ＃539（4月22日）・＃540（4月29日） 大原めぐみ

2015年
- ＃596（6月2日） 牧野由依
- ＃597（6月9日） 小西克幸
- ＃（月日）
- ＃（月日）
- ＃（月日）
- ＃（月日）
- ＃（月日）

2017年
- ＃700（6月13日）斎賀みつき
- ＃703（7月4日）・＃704（7月11日）榎本温子
- ＃705（7月18日）・＃706（7月25日）織田かおり
- ＃707（8月1日）・＃708（8月8日）尾高もえみ
- ＃711（8月29日）・＃712（9月5日）真田アサミ

2018年
- ＃732（1月30日）・＃733（2月6日） 折笠富美子
- ＃736（2月27日）・＃737（3月6日） 霜月はるか
- ＃750（6月5日）・＃751（6月12日） 安田美香

## 概要・補足
- 『四ツ谷式』枠で放映されていた番組の中で、現在も継続している数少ない番組（同じく現在も継続の『野川さくらのマシュマロ♪たいむ』も同枠の「野川さくらのハッピープリン」からのスピンオフ番組）。
- 「大和魂」では金曜日時代はその配信日前日に毎週収録（年末進行を除く）していた。
  - それ以前は曜の朝10時に収録しており、タイムラグが少なかったが、火曜日に移動した2006年8月頃から再びあいまいになっていたが、現在は番組紹介ページでゲスト予告の締め切りを見る限りは木曜収録と考えられる。
- 冒頭の挨拶「超WACHOO-!!」はWA=大和の和、CHOO=調律の調から。かかずは小物の和風が好きで、名前も挨拶も和風にしようと「和HOO～」（ワフー）という挨拶を使用していたが、当時ABC系で放送されていた『たけし・所のWA風が来た!』と挨拶が被っていたため「似てませんか?」とリスナーからの指摘をうけて変更された。なお、ラジオネームの呼称は“大和魂”を略してヤマコンネームと呼んでいる。

2005年
- かかず産休時（＃98(2005年9月2日配信分)～＃106（同年10月28日配信分））の代役は同じ元氣プロジェクト所属の神崎ちろと儀武ゆう子の2人で対応した（主な代役中の出来事は下記参照）
  - 最初のCM明けに「今週のゆみさん」と題し、かかず本人が書いたFAXのメッセージを読むコーナーが組み込まれた。
  - 産休期間中に通算配信100回を超えたが、神崎と儀武は「100回記念はかかずが帰ってきたら」という意向に。100回記念の配信祝いは107回目（2005年11月4日配信分）に行われた。

2006年
- Laylaの新曲を流そうとした時にsorachocoの曲が流れ、その後花村怜美と稲村優奈の録音メッセージが流れるというサプライズが起こった。ちなみに儀武と二宮は同年7月3日（＃77）配信の「名塚佳織のかもさん學園」で同じサプライズを起こした。（＃140／2006年6月30日配信分）
- ディレクターがつっつうに交代した2006年7月14日配信以降はふつおた部分にテーマに合ったBGMが入るようになった。また、音泉の番組紹介欄のコメントには「超!大和塾」の募集中の文章に使う単語が常時お知らせされるようになった。
- 7月31日から音泉の経営事情で番組開始前にCM（O-netなど）が不定期に導入されるようになった
- ボイスチェンジャーで加工しすぎて聴き取り辛かったのか、7月28日配信分の「ずかか魂」からは加工度を落として問題が出されるようになった（8月11日配信分のみ地声）。また、別の音泉番組で「前までディレクターのことを筒井さんだと思っていた」、「名前を間違えて申し訳ないです」といった旨の勘違いメールが届いたこともあり、つっつうは9月12日内で「このコーナー声を少し変えているので"ツツイ"ではなく「ツクイ」でやっている」と本人からのお詫び説明をした。
- 8月11日 大原めぐみを緊急ブッキングしたため、「大人の事情」でゲスト告知が遅れた。コーナーも「超!大和塾」から「ふたりチャレンジ」（かかずチャレンジ）に急遽変更。さらに、8月22日から配信が金曜から火曜に配信曜日移動。
- 8月22日（＃147） 美郷あきが史上2人目の「天然さんいらっしゃーい」殿堂入り
- 8月20日 「キャラホビ2006 インターネットラジオフェスタ2006」内（IN幕張メッセ）で行なわれた公開録音の模様を8月29日に配信
- 9月12日 通算配信150回を達成（地上波が始まった2001年4月からカウント）

2007年
- 1月9日（＃166） 2007年最初のゲストにR＊L（ラフラフ）の折笠富美子と豊口めぐみが登場
- 1月16日（＃167）・1月23日（＃168） スケジュールの都合などで久々に別のスタジオで収録
- 9月4日 配信通算が200回を達成、それを記念して前ディレクターの田中とかかずのマネージャーを担当している渡辺がふつおたコーナーに登場した
- 9月11日（＃201） 200回突破後初のゲストに水田わさびが登場

2008年
- 7月22日（＃245） かかずが夏カゼを引き欠席、代理に儀武ゆう子がパーソナリティを努める（休んだ理由についてはこの回では明かされず、翌週の7月29日(＃246)で説明された）
- 10月28日（＃259） 動画配信希望のメールがあるも、つっつう曰く「メールサーバや動画の編集が大変なのでなかなか実現出来ない」
- 12月23日（＃267） かかずが秋に第二子（二男）を出産していたことを報告[32]

2011年
- 3月15日（＃380、収録日：3月11日） エンディングでメール募集を告知後、収録中に地震がスタジオ地下で起こったことを説明。そのため、番組紹介ページの画像写真は撮影されなかった。つっつうによると「エンディングの後半トークを収録した後、すぐにみんなで避難した」とコメント。
- 3月22日（＃381、収録日：3月18日） 震災後初収録。前週に発生した東北地方太平洋沖地震後の行動について、かかずは「2本録りをする直前にまた余震が起こり、収録を取り止め。帰宅するにも電車が全面的にストップして乗れず、結局歩いて3時間かけて帰宅した」と自身が無事であることを説明した。

2014年
- 2014年7月6日にニコニコ生放送『インターネットラジオステーション＜音泉＞10周年記念24時間生放送』内にて、当番組と『名塚佳織のかもさん學園』が“融合合体”した『かかずゆみと名塚佳織の朝からグッモーニン♪』が動画生配信された。

## 関連商品
| ラジオCD「かかずゆみの超輝け！大和魂！！400回記念CD」 | ラジオCD「かかずゆみの超輝け！大和魂！！400回記念CD」      | ラジオCD「かかずゆみの超輝け！大和魂！！400回記念CD」 |
| 発売日                                                | 収録内容                                                   |                                                       |
| ----------------------------------------------------- | ---------------------------------------------------------- | ----------------------------------------------------- |
| 2011年9月16日                                         | 音泉での初回配信である第27回（録り下ろし感想コメント含む） |                                                       |